# 五十铺乡
五十铺乡，是中华人民共和国安徽省阜阳市颍上县下辖的一个乡镇级行政单位。

## 行政区划
五十铺乡下辖以下地区：
五十铺社区、永坡村、蒋王村、九湾村、耿圩村、公桥村、立新村和赵苗村。